# John Vignola
John Vignola (Spotorno, 29 maggio 1966) è un giornalista, critico musicale e conduttore radiofonico italiano.

## Biografia
Appassionato di musica, vi si dedica professionalmente intorno alla metà degli anni novanta, fondando e gestendo la On/Off Records, un'etichetta indipendente poi divenuta Beware! e chiusa nel 2001, con la quale produce, tra gli altri, i Perturbazione, Bugo e i Gatto Ciliegia contro il Grande Freddo. Intanto scrive o cura testi e collane editoriali sulla storia del rock: da Rock, i 500 dischi fondamentali (2002) a Su la testa! 1994-2004, dieci anni di rock italiano (2005), seguiti da Il libretto mosso del MEI. Dieci anni di musica al Meeting delle Etichette Indipendenti (2006) e, realizzati con Diego Carmignani, Lucio Dalla (2012, con la prefazione di Aldo Cazzullo) e Daft Punk. Musica robotica (2014).
Nel 2015 ha curato la pubblicazione di Lucio Dalla -Trilogia, cofanetto e libro dedicati ai tre dischi che Lucio Dalla ha realizzato, come autore e musicista, tra il 1977 e il 1980. Nel 2016 si occupa della parte editoriale del cd antologico Il meglio di Piero Ciampi e, nello stesso anno, cura i testi di Pooh 50 - L'ultima notte insieme, che viene pubblicato con una serie di interviste ai componenti del gruppo.
Nel 2017, cura l'uscita nelle edicole di Parola di Rino, che raccoglie in 10 cd e altrettanti fascicoli la discografia completa di Rino Gaetano, con numerosi inediti, foto e testi mai pubblicati prima, e cura i testi e le note di Masters, cofanetto su diversi supporti (cd, vinile e vinile colorato in edizione limitata) dedicato a Lucio Battisti, che a pochi mesi dall'uscita diventa disco d'oro. Sempre nel 2017 escono le edizioni Legacy di Anime salve di Fabrizio De André, di Burattino senza fili di Edoardo Bennato e di Come è profondo il mare di Lucio Dalla, di cui cura note e testi fino ad allora inediti. Durante l'anno successivo curerà cofanetti antologici dedicati a Franco Battiato, Pino Daniele, e ancora Lucio Dalla.
Nel 2019 cura le note di copertina di Faber Nostrum, disco-tributo dedicato a Fabrizio De André, a cui partecipano numerosi gruppi e artisti rock contemporanei, e cura la ristampa, su vinile e cd, di Lucio Dalla (album), con disegni inediti di Alessandro Baronciani.
Ha recensito dischi su Audioreview e Rockerilla, curato la rubrica letteraria de Il Mucchio Selvaggio, suoi articoli appaiono suVanity Fair.
È stato direttore artistico del Premio Nazionale Città di Loano per la Musica Tradizionale Italiana, dalla prima edizione (2005) fino a quella del 2017. Con il Premio, ha anche prodotto un documentario-intervista su Giovanna Marini e sulla Scuola Popolare di Musica di Testaccio, di cui è autore.
Come conduttore radiofonico esordisce su Rai Radio 3 sul finire degli anni novanta, per poi passare agli altri due canali Rai (tra gli altri, con Il cammello di Radio 2, RaiStereoNotte, Ritratti, oltre alle dirette dal Festival di Sanremo); dal 2009 al 2014 ha condotto il programma mattutino di Rai Radio 2 Twilight (che nel 2012 vince il MArteAwards come "miglior programma radiofonico") ed è poi tornato alla prima rete con la trasmissione serale Radio1 Music Club, che da settembre 2015 a settembre 2017 va in onda anche al mattino.
Da settembre 2017 a luglio 2018 è fra i conduttori di FuoriGioco Archiviato il 15 gennaio 2018 in Internet Archive., in onda su Rai Radio1 tutti i giorni dalle 15.00 alle 17.00.
Nel giugno 2018 è fra i conduttori di Musicultura, in onda su Rai 3, a cui aveva già partecipato insieme a Fabrizio Frizzi. A Musicultura, fin dal 2015, conduce le serate finali al Teatro Persiani di Recanati e le dirette radiofoniche dallo Sferisterio di Macerata. È inoltre ideatore e moderatore degli incontri nell'ambito della "Controra", gli incontri nelle piazza delle città che arricchiscono la settimana conclusiva di Musicultura.
Da settembre 2018 riparte Radio1 Music Club, fino alla fine dell'anno in onda tutti giorni dalle 10.00 del mattino e, con l'inizio del 2019, in fascia pomeridiana: dalle 15.00, dal lunedì al venerdì, sempre su Rai Radio1. La nuova stagione del programma ospita prevalentemente esibizioni dal vivo di musicisti del panorama contemporaneo, non esclusivamente rock. 
In contemporanea con Festival di Sanremo 2020, cura per Rai Libri il libro ufficiale del Festival, 70 Sanremo. Storia fotografica del Festival della canzone italiana.
L'anno successivo, cura le scelte musicali per il documentario Per Lucio di Pietro Marcello dedicato a Lucio Dalla, presentato in anteprima al Festival internazionale del cinema di Berlino.
Da settembre 2022 è autore e conduttore de La nota del giorno, un programma dedicato alla storia della musica pop in onda alle 15.00 dal lunedì al venerdì su Rai Radio1.